# Norakert (Armavir)
Norakert (in armeno Նորակերտ?) è un comune dell'Armenia di 3 228 abitanti (2009) della provincia di Armavir.